# Chorologia
Chorologia (z greki khōros, „miejsce, przestrzeń”; i logos, „nauka”) – kierunek w zoogeografii obejmujący badania rozmieszczenia fauny na Ziemi, jej zasięgu oraz przyczyn zróżnicowania na obszarze całej kuli ziemskiej. Na podstawie tych badań wyodrębnia się regiony zoogeograficzne.